# Zoo du Queens
Le zoo du Queens se trouve à Flushing Meadows, dans l'arrondissement de Queens à New York. Administré par la Wildlife Conservation Society, il fut inauguré le 26 octobre 1968 sous le nom de Flushing Meadow Zoo et prit sa dénomination actuelle le 25 juin 1992. 
On peut y voir notamment des Pumas, des lions de mer, des Coyotes, des Harfangs des neiges, des lynx du Canada, des pudus, des conures à gros bec, des alligators d'Amérique, des wapitis de Roosevelt, des bisons d'Amérique du Nord, des cygnes trompette, des antilopes d'Amérique, des grues du Canada, des pygargues à tête blanche et des pécaris du Chaco. On y trouve également un parc ornithologique, ainsi qu'une ferme présentant plusieurs animaux domestiques.